# Claudia Poll
Claudia María Poll Ahrens (n. 21 decembrie 1972, Managua, Nicaragua) este un înotător costarican.
Ea este prima atletă din istoria regiunii Costa Rica, care a câștigat prima și singura medalie de aur a țării sale într-un Joc Olimpic (Atlanta 1996), în disciplina de înot de 200 de metri liber. În plus, a câștigat două medalii de bronz la Jocurile Olimpice de la Sydney din 2000, în aceeași disciplină. Sora sa mai mare Sylvia Poll a câștigat pentru Costa Rica prima medalie olimpică din istoria sa (argint) din Seul 88. Pentru realizările sale, Claudia Poll este considerată cel mai de succes și important atlet din istoria Costa Rica până acum și cel mai de succes înotător din America Latină din toate timpurile.